# Palacios de la Sierra
Palacios de la Sierra là một đô thị trong tỉnh Burgos, Castile và León, Tây Ban Nha.